# Irodouër
Irodouër is een gemeente in het Franse departement Ille-et-Vilaine (regio Bretagne). De plaats maakt deel uit van het arrondissement Rennes. Irodouër telde op 1 januari 2022 2.308 inwoners.

## Geografie
De oppervlakte van Irodouër bedroeg op 1 januari 2022 23,54 vierkante kilometer; de bevolkingsdichtheid was toen 98 inwoners per km².

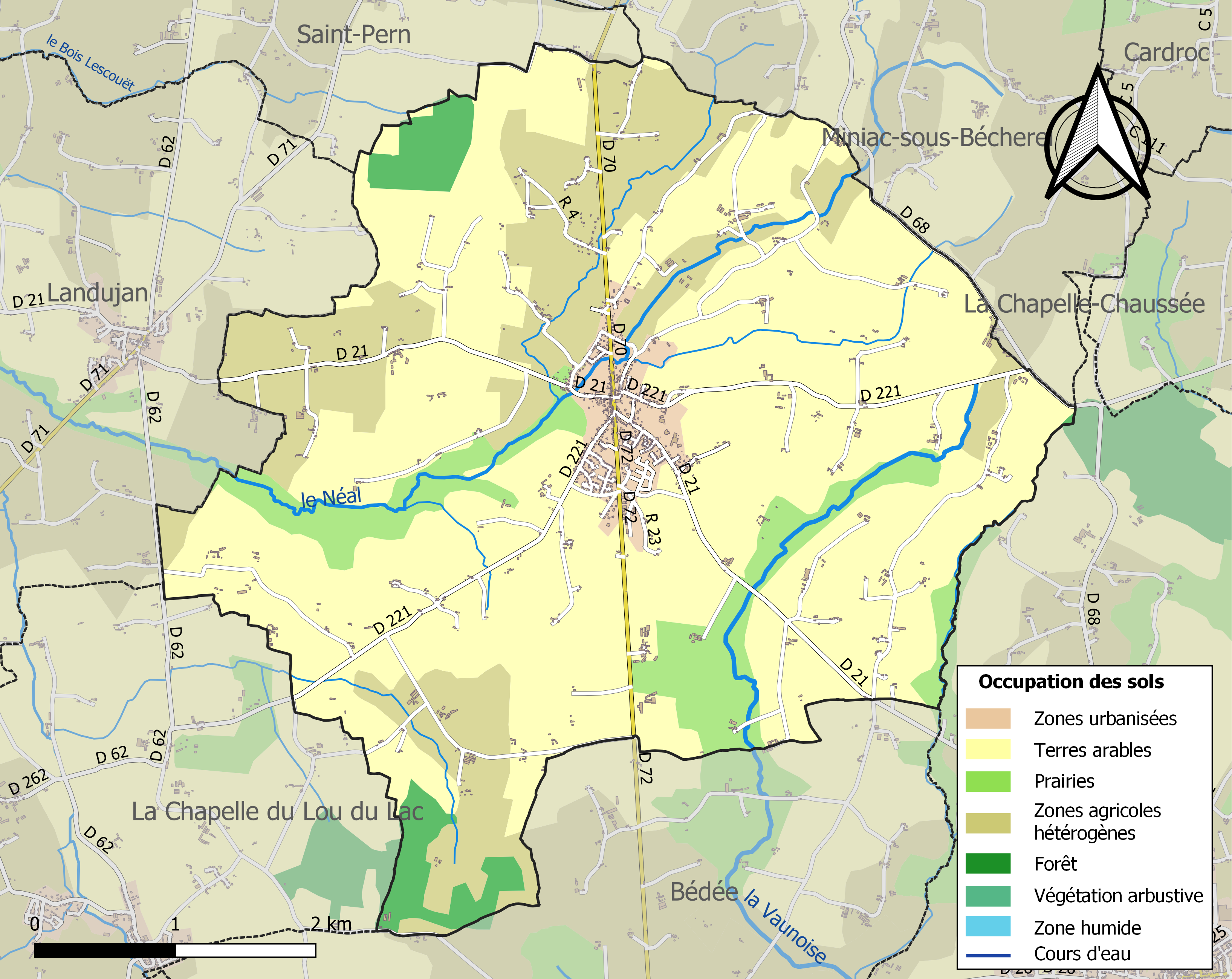
Kaart van de gemeente met belangrijkste infrastructuur, bodemgebruik en omliggende gemeenten

## Demografie
Onderstaande figuur toont het verloop van het inwonertal, bron: INSEE-tellingen. 